# Tomosvaryella spinulifera
Tomosvaryella spinulifera är en tvåvingeart som beskrevs av Kuznetzov 1994. Tomosvaryella spinulifera ingår i släktet Tomosvaryella och familjen ögonflugor.
Artens utbredningsområde är Uzbekistan. Inga underarter finns listade i Catalogue of Life.